# Doungou
Doungou este o comună rurală din departamentul Matamey, regiunea Zinder, Niger, cu o populație de 22.879 de locuitori (2001).